# Komvest

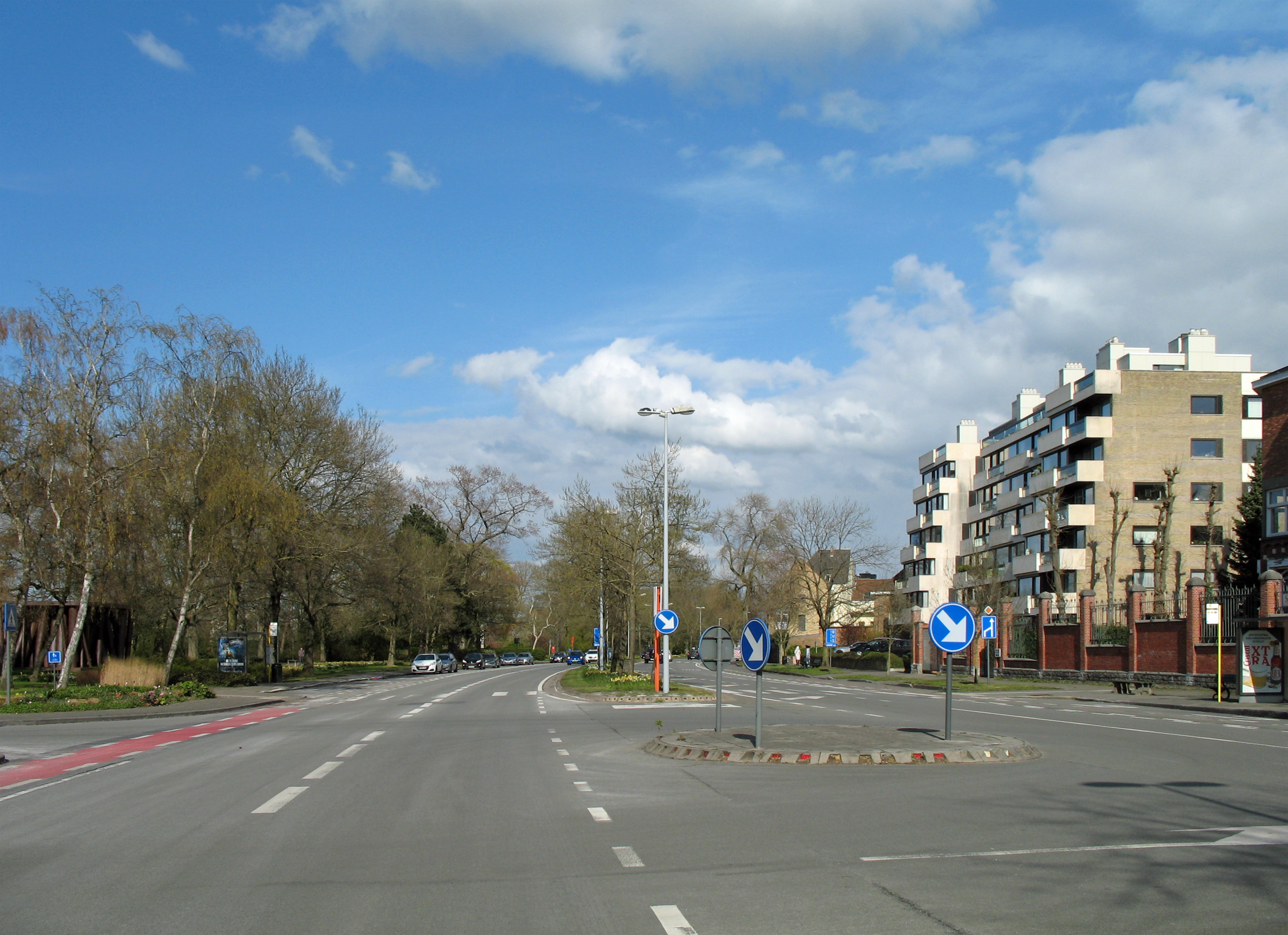
De Komvest in noordoostelijke richting gezien; links: het Baron Ruzettepark

De Komvest is een straat in Brugge. Een stuk van de straat maakt deel uit van de stadsring R30.

## Beschrijving
De vaart of gracht rond Brugge had oorspronkelijk niet de bedoeling om als doorgang voor schepen te dienen. Rond 1660 begon men dan toch aan het uitdiepen van sommige delen, om een scheepvaartverbinding te kunnen leggen tussen Oostende en Gent, zonder dat de schepen door de Brugse binnenstad moesten varen.
Het belang hiervan lag onder meer in het feit dat Antwerpen sinds 1648 van de zee was afgesloten en ook de toegang naar Brugge via Sluis onmogelijk was geworden. Er bleef alleen Oostende over als zeehaven voor de Zuidelijke Nederlanden. Betere verbindingen met het binnenland drongen zich op.
Naast het verbreden van de vaart werd ook een brede kom gegraven nabij de Dampoort, om te dienen als binnenhaven voor het laden en lossen van schepen. Vanaf 1665 konden daar zeeschepen aanleggen, en totdat de haven van Zeebrugge zou worden aangelegd, bleef deze plek het kloppend hart van de Brugse maritieme activiteiten.
De vesting die langs het gedeelte liep tussen de Ezelpoort en de Dampoort, de vroegere beschermende afsluiting van de binnenstad, kreeg al vlug zijn naam in functie van de nieuwe kom: de Komvest.
In 1919 werd de naam behouden voor het deel tussen Vlamingdam en Wulpenstraat, terwijl het deel tussen Vlamingdam en Ezelpoort omgedoopt werd tot Koningin Elisabethlaan. Aan de huidige Komvest werden in de 20ste eeuw verschillende gebouwen opgericht waarvan sommige ondertussen een nieuwe bestemming kregen:
- de Sint-Jozefskliniek, nadien studentenhome;
- de Schippersschool, nadien verbouwd tot appartementen;
- de brandweerkazerne, nadien kantoren voor de stad Brugge;

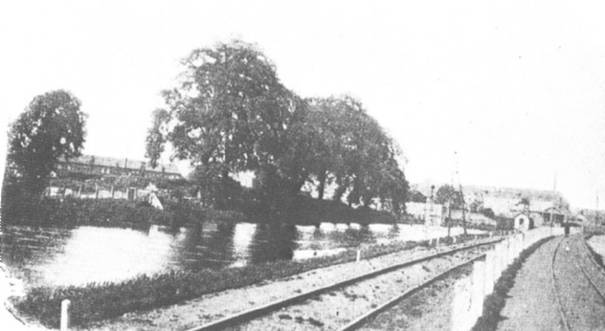
De Komvest vlak voordat ze gedempt werd. Aan de rechterzijde de oude spoorwegverbinding Brugge-Blankenberge.
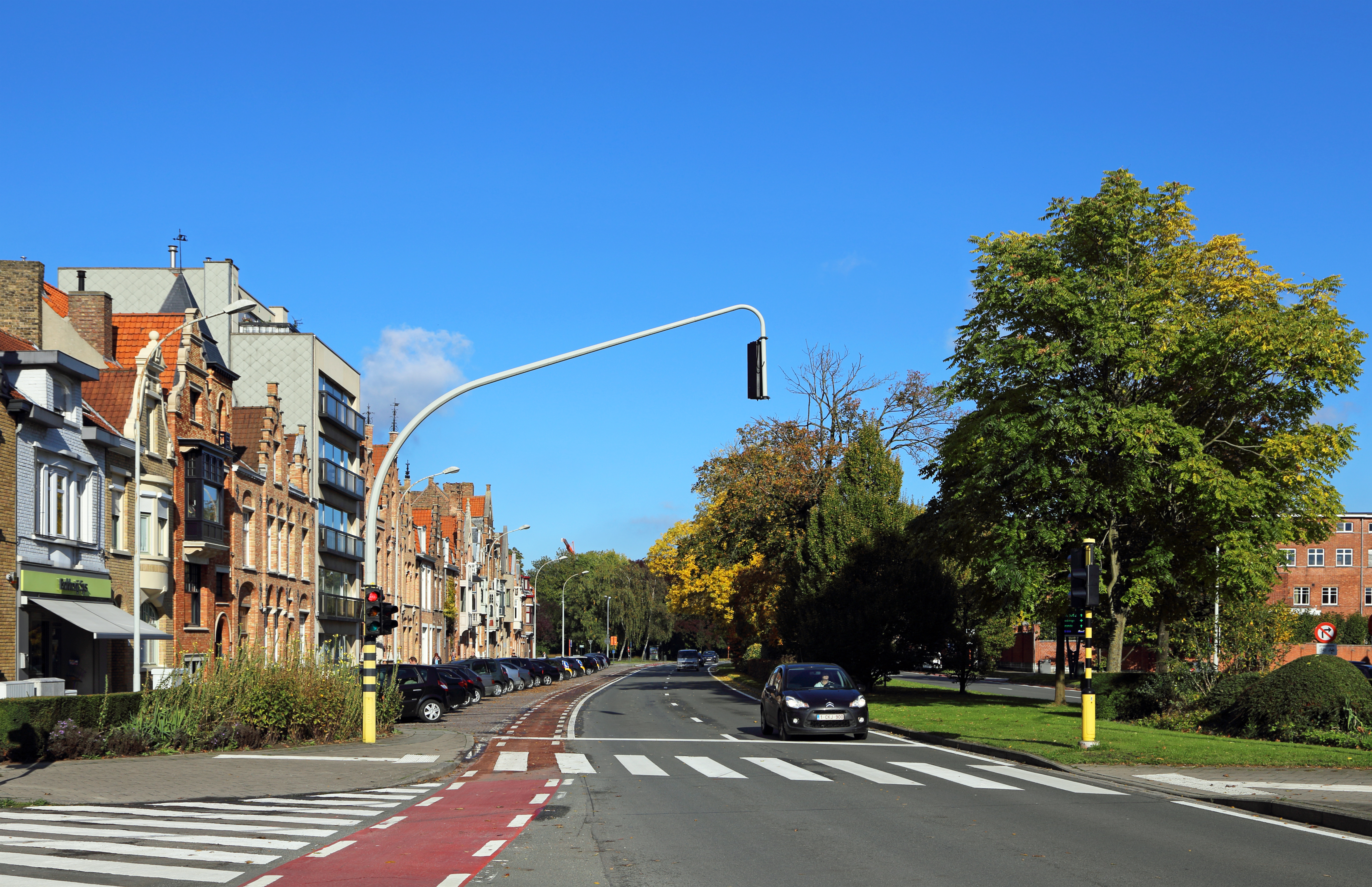
De Komvest aan het kruispunt met de Vlamingdam
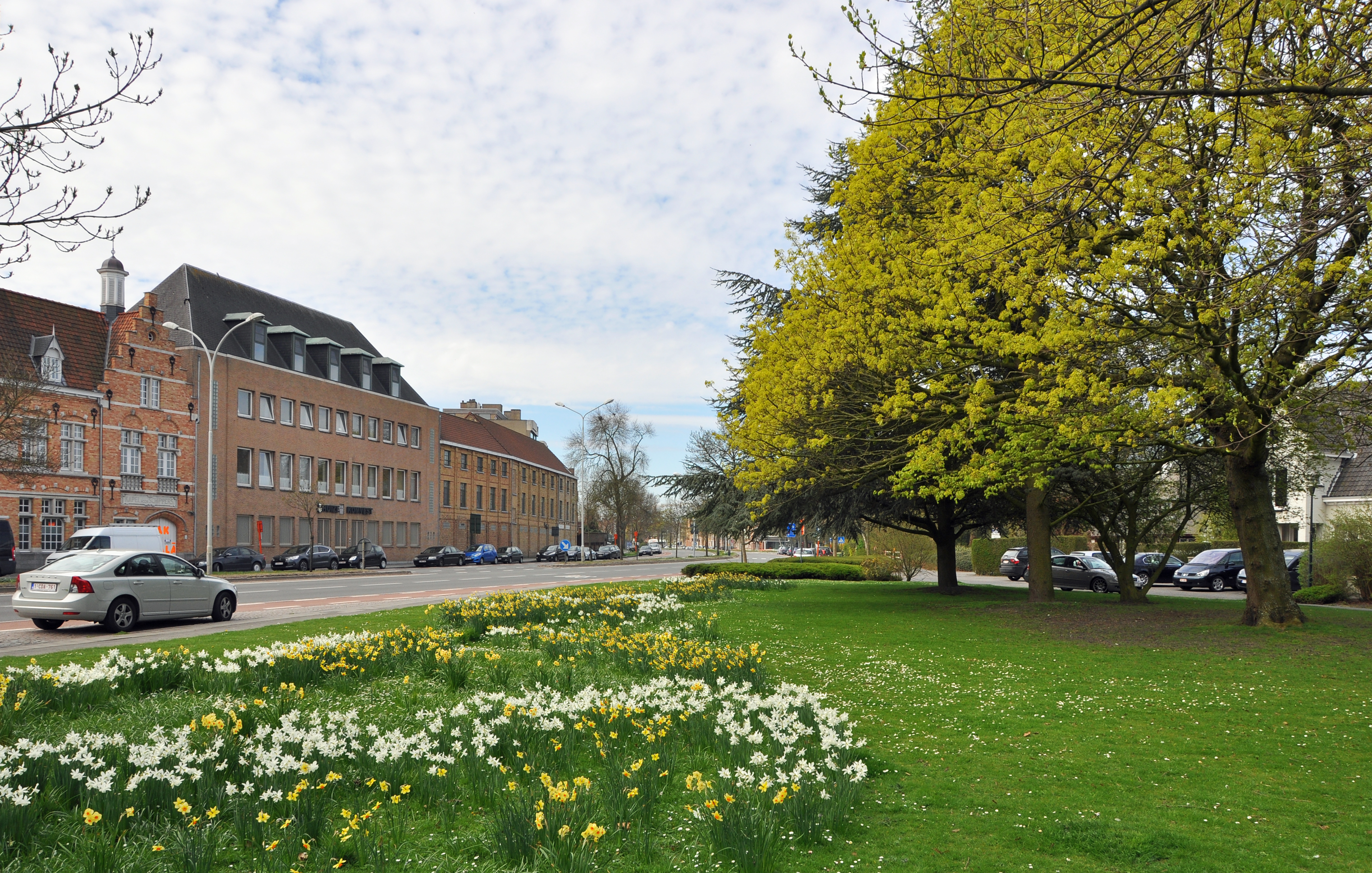
De Komvest, gezien vanuit het Baron Ruzettepark
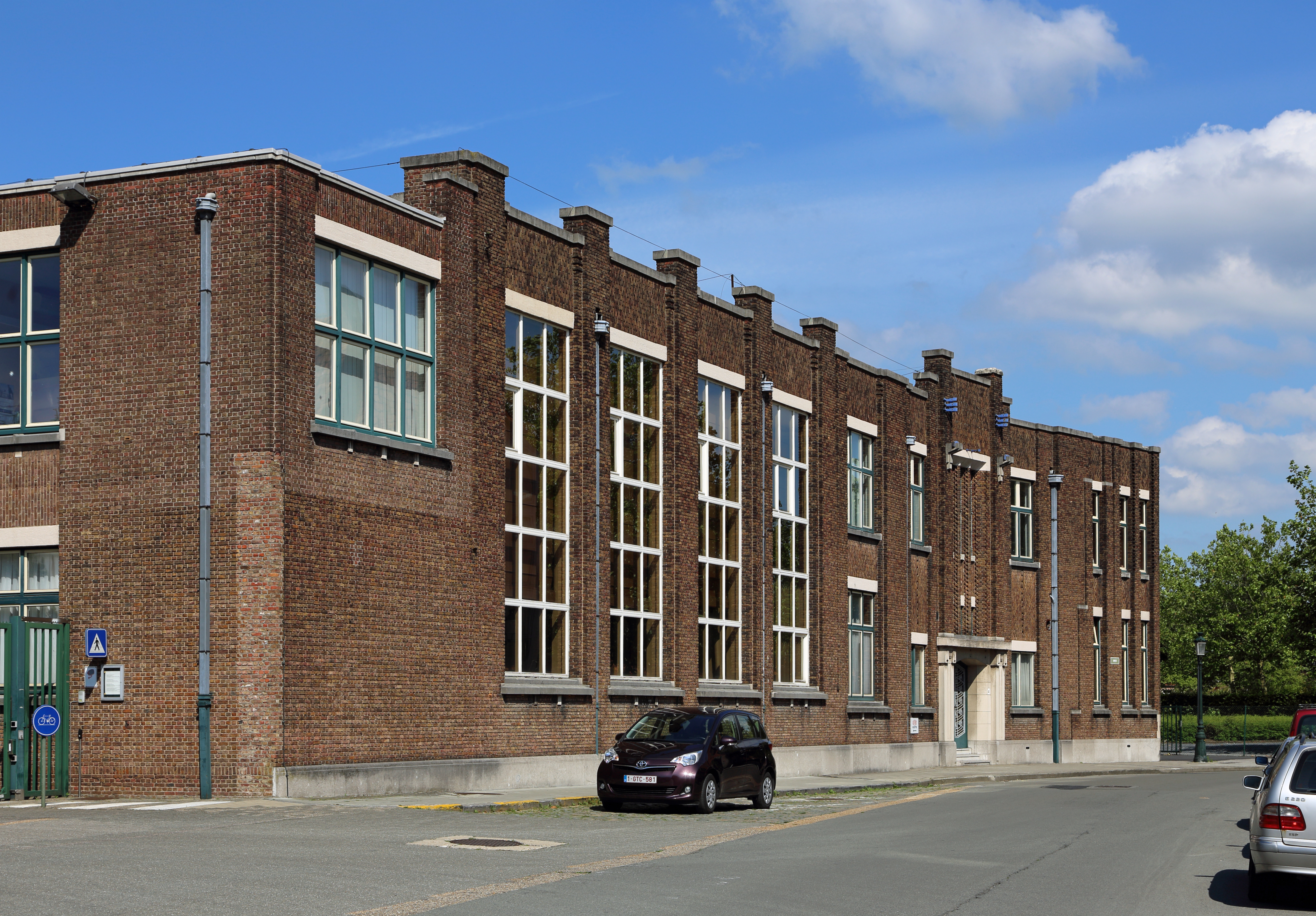
de uitbreiding van de Nederlandsche Gist- en Spiritusfabriek met kantoren in art-decostijl (beschermd als monument) en een fabriek voor enzymenproductie.
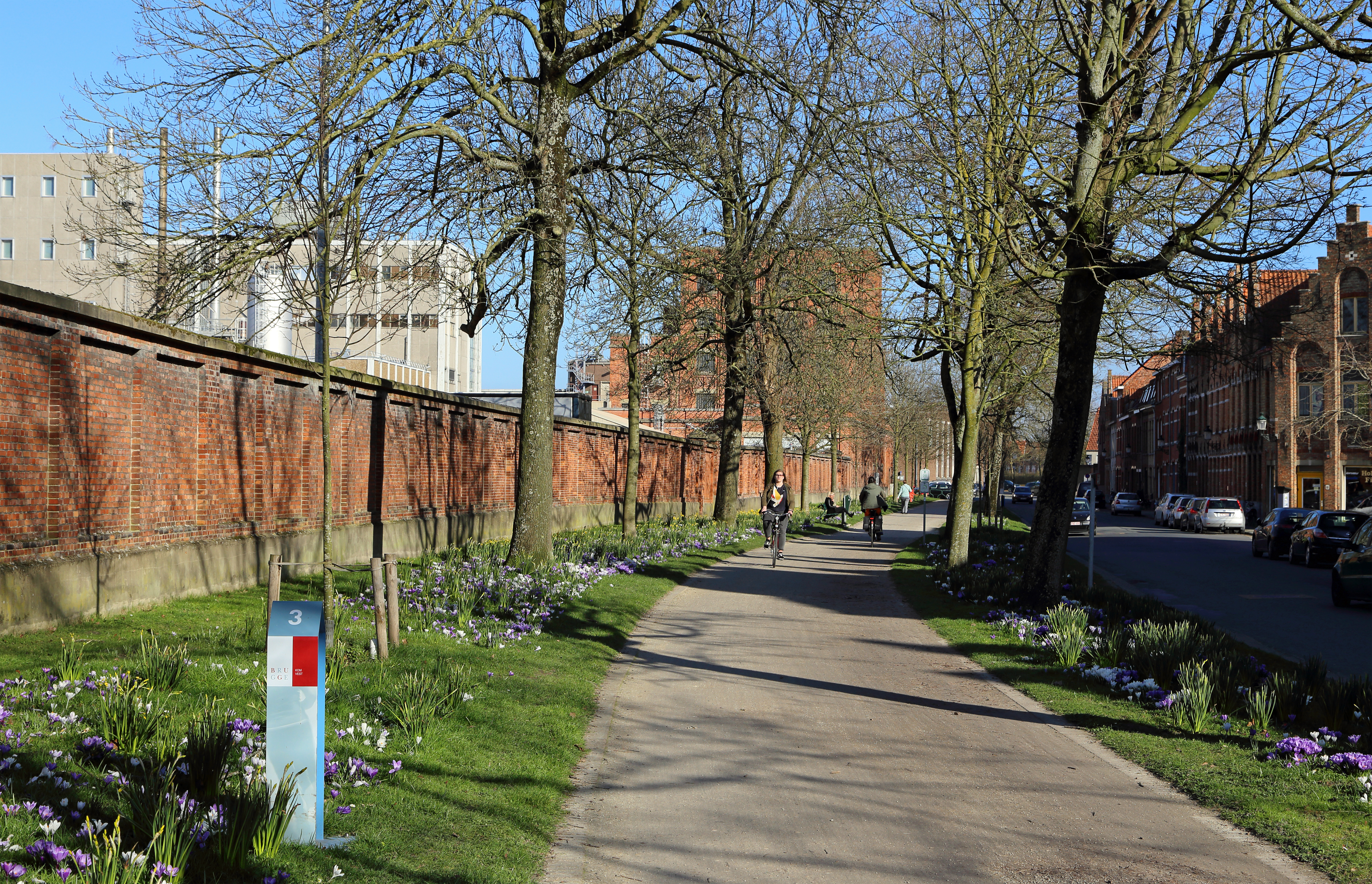
De Komvest tussen Calvariebergstraat en Wulpenstraat

De huidige Komvest loopt van de Koningin Elisabethlaan en de hoek Vlamingdam tot aan de Wulpenstraat.